# チャレンジャー!!/スマイル
「チャレンジャー!!／スマイル」は、松本梨香／江崎とし子のシングル。2004年4月28日にピカチュウレコードから発売された。

## 内容
- 「チャレンジャー!!」はテレビ東京系『ポケットモンスター アドバンスジェネレーション』のオープニングテーマで、「スマイル」は同アニメのエンディングテーマ。
- 「ポケモン言えるかな?2004」はポケモン言えるかな?のカバー。週刊ポケモン放送局の出演者であるKABA.ちゃん、相原真奈美、エライバー、キモリが歌っている。
- 「ポケフリゲームのうた」は週刊ポケモン放送局で放送していたコーナーのゲームに使用された曲である。

## 収録曲
1. チャレンジャー!! [3:52]
歌：松本梨香
作詞：許瑛子、作曲・編曲：たなかひろかず
2. スマイル [4:59]
歌：江崎とし子
作詞・作曲：江崎とし子、編曲：恩田直幸
  - 『アドバンスジェネレーション』第147話でも挿入歌として使用された。
3. ポケモン言えるかな?2004 [4:23]
歌：KABA.ちゃん with 愉快な仲間たち×3
作詞：戸田昭吾、作曲・編曲：たなかひろかず
4. ポケフリゲームのうた [4:25]
作詞・作曲・編曲：たなかひろかず
5. チャレンジャー!!（オリジナルカラオケ） [3:52]
6. スマイル（オリジナルカラオケ） [4:59]
7. ポケモン言えるかな?2004（オリジナルカラオケ） [4:19]

| テレビアニメ『ポケットモンスター アドバンスジェネレーション』オープニングテーマ 2004年4月1日 - 2004年11月25日  |                               |                                                                       |
| 前作: GARDEN 「アドバンス・アドベンチャー 〜Advanced Adventure〜」                                             | 松本梨香 「チャレンジャー!!」 | 次作: 「ポケモンシンフォニックメドレー 〜POKÉMON SYMPHONIC MEDLEY〜」 |
| テレビアニメ『ポケットモンスター アドバンスジェネレーション』エンディングテーマ 2003年11月20日 - 2004年6月24日 |                               |                                                                       |
| 前作: 江崎とし子 「そこに空があるから」                                                                        | 江崎とし子 「スマイル」       | 次作: 田村直美とヒマワリ合唱団 「いっぱいサマー!!」                   |
| テレビアニメ『ポケットモンスター アドバンスジェネレーション』エンディングテーマ 2004年9月2日 - 2004年10月14日  |                               |                                                                       |
| 前作: 田村直美とヒマワリ合唱団 「いっぱいサマー!!」                                                            | 江崎とし子 「スマイル」       | 次作: GARDEN 「GLORY DAY 〜輝くその日〜」                             |